# Rolf Steinmann
Rolf Steinmann (* 11. März 1942; † 1986) war ein deutscher Fußballspieler. In der höchsten Spielklasse des DDR-Fußballs, der Oberliga, spielte er für den FC Karl-Marx-Stadt, mit dem er 1967 DDR-Meister wurde, sowie zuvor für die Fußballsektion des SC Karl-Marx-Stadt.

## Sportliche Laufbahn
Der bereits früh verstorbene Steinmann begann seine Fußball-Laufbahn 1956 bei der kleinen Betriebssportgemeinschaft Post in Karl-Marx-Stadt. Für den Männerbereich spielberechtigt geworden, wechselte er 1960 zum gerade in die zweitklassige DDR-Liga aufgestiegenen SC Motor Karl-Marx-Stadt. In der Saison 1961/62 war er am Aufstieg seiner Mannschaft in die DDR-Oberliga beteiligt. In den folgenden Jahren entwickelte sich der 1,76 Meter große gelernte Industriekaufmann zu einem Torjäger, der in der Regel auf der halbrechten Sturmseite eingesetzt wurde. In den Jahren 1964, 1965 und 1967 war er nicht nur bester Torschütze der Karl-Marx-Städter, sondern landete auch in der DDR-Torjäger-Liste weit vorn (2., 3. und 6. Platz). In der ewigen Torschützenliste des SC/FC Karl-Marx-Stadt liegt Steinmann mit 64 Oberligatoren auf Rang zwei hinter Eberhard Vogel (70) und in der gesamten Liga auf Platz 61.
In der Erfolgssaison des FC Karl-Marx-Stadt 1966/67 gehörte Steinmann zur Stammelf, die überraschend den DDR-Meistertitel gewann. Mit seinen 23 Einsätzen und 10 Toren trug er maßgeblich zum Titelgewinn bei. Seine beiden internationalen Einsätze verdankt Steinmann ebenfalls der Meisterschaft. Der FCK hatte sich dadurch für den Wettbewerb um den Europapokal der Landesmeister qualifiziert. Er traf in der ersten Runde auf den belgischen Meister RSC Anderlecht und musste sich nach zwei Niederlagen (1:3, 1:2) bereits wieder von der internationalen Bühne verabschieden. Steinmann war in beiden Begegnungen dabei und sorgte beim Hinspiel für den einzigen Treffer seiner Mannschaft. Im DDR-Fußballpokal-Wettbewerb 1968/69 kam Steinmann mit dem FCK immerhin in das Endspiel, unterlag dem 1. FC Magdeburg jedoch klar mit 0:4.
Als der FC Karl-Marx-Stadt 1970 aus der Oberliga abstieg, hatte Steinmann seine letzte Oberligasaison absolviert, in der noch einmal in 13 Punktspielen eingesetzt worden war. In seinen neun Oberligajahren hatte er insgesamt 170 Punktspiele bestritten. Im Sommer 1970 schloss sich der Angreifer der BSG Lokomotive Stendal an.

## Trivia
In seinem Sohn Rico fand er einen prominenten Nachfolger, der zwischen 1985 und 1991 ebenfalls für den FCK sowie den Nachfolger Chemnitzer FC spielte und 23-facher DDR-Nationalspieler wurde.